# Jiena Viduka
Jiena Viduka (* 23. November 1998 in Buchholz in der Nordheide) ist eine deutsche Schauspielerin.

## Leben
Viduka wuchs in Buchholz in der Nordheide auf. Sie hatte Auftritte in Serien wie Notruf Hafenkante und Die Rettungsflieger. Im Jahr 2010 war sie in einem Kino-Kinderfilm Hier kommt Lola! als eine der Klassenkameradinnen der von Meira Durand gespielten Titelrolle der Lola Veloso zu sehen.
Viduka sollte im Jahr 2019 eigentlich für ein anderes Fernsehformat gecastet werden, kam jedoch sofort zu der Reality-Seifenoper Köln 50667 und ist somit seit Januar 2020 als Jill Meininger in der Serie, die bei RTL Zwei läuft, zu sehen.

## Filmografie
- Die Rettungsflieger
- 2010: Hier kommt Lola! (Kino-Film)
- 2011: Notruf Hafenkante (Fernsehserie)
- 2020–2023: Köln 50667 (Fernsehserie)